# Ring of Fire (nummer)
Ring of Fire is een nummer geschreven door June Carter en Merle Kilgore en opgenomen door Johnny Cash. Het nummer werd uitgebracht op zijn album Ring of Fire: The Best of Johnny Cash uit 1963. Op 19 april van dat jaar werd het uitgebracht als de enige single van het album.
June Carter schreef het nummer over een beginnende verliefdheid, iets wat zij op dat moment ervaarde met Johnny Cash. Zij zou de regel "Love is like a burning ring of fire" hebben gelezen in een van de poëzieboeken van haar oom A.P. Carter. Het nummer werd oorspronkelijk opgenomen door Anita Carter, de zus van June, voor haar album Folk Songs Old and New uit 1963. Nadat hij deze versie hoorde, had Cash een droom waarin hij het nummer hoorde, vergezeld met "Mexicaanse toeters". Na een aantal maanden, waarin de versie van Anita geen hit werd, nam Cash het nummer opnieuw op zoals hij had gehoord in deze droom.
In 1969 werd een succesvolle cover van het nummer uitgebracht door Eric Burdon & The Animals, wat verscheen op hun album Love Is. Deze versie behaalde de vierde plaats in de Nederlandse Top 40. In 1974 nam The Eric Burdon Band het nummer opnieuw op, ditmaal in een hardrockversie voor het album Sun Secrets. Andere covers werden gemaakt door onder meer Dwight Yoakam, Social Distortion, Frank Zappa, Alan Jackson in samenwerking met Lee Ann Womack, DragonForce en Madonna. In de film Roadie uit 1980 is de groep Blondie te zien met de vertolking door Deborah Harry. In 2004 wilde medeschrijver Merle Kilgore het nummer gebruiken voor een reclame voor aambeiencrème. De nabestaanden van June, die een jaar eerder overleed, gaven hier echter geen toestemming voor.

## Hitnoteringen

### Johnny Cash

#### NPO Radio 2 Top 2000
| Nummer met noteringen in de NPO Radio 2 Top 2000 | '99  | '00 | '01  | '02  | '03 | '04 | '05 | '06 | '07 | '08 | '09 | '10 | '11 | '12 | '13 | '14 | '15 | '16 | '17 | '18 | '19 | '20 | '21 | '22 | '23 | '24 |
| ------------------------------------------------ | ---- | --- | ---- | ---- | --- | --- | --- | --- | --- | --- | --- | --- | --- | --- | --- | --- | --- | --- | --- | --- | --- | --- | --- | --- | --- | --- |
| Ring of Fire                                     | 1136 | -   | 1058 | 1103 | 682 | 555 | 658 | 325 | 386 | 451 | 269 | 228 | 199 | 195 | 199 | 258 | 246 | 293 | 319 | 251 | 243 | 241 | 267 | 297 | 336 | 381 |

1. ↑  Een '-' betekent dat het nummer niet was genoteerd en een vetgedrukt getal geeft de hoogste notering aan.

#### Evergreen Top 1000
| Evergreen Top 1000 | Evergreen Top 1000 | Evergreen Top 1000 | Evergreen Top 1000 | Evergreen Top 1000 | Evergreen Top 1000 | Evergreen Top 1000 | Evergreen Top 1000 | Evergreen Top 1000 | Evergreen Top 1000 | Evergreen Top 1000 | Evergreen Top 1000 | Evergreen Top 1000 | Evergreen Top 1000 | Evergreen Top 1000 | Evergreen Top 1000 | Evergreen Top 1000 |
| Jaar               | 2008               | 2009               | 2010               | 2011               | 2012               | 2013               | 2014               | 2015               | 2016               | 2017               | 2018               | 2019               | 2020               | 2021               | 2022               | 2023               |
| ------------------ | ------------------ | ------------------ | ------------------ | ------------------ | ------------------ | ------------------ | ------------------ | ------------------ | ------------------ | ------------------ | ------------------ | ------------------ | ------------------ | ------------------ | ------------------ | ------------------ |
| Positie            | 39                 | 205                | 207                | 207                | 278                | 123                | 280                | 272                | 146                | 188                | 196                | 149                | 121                | 206                | 163                | 190                |

### Eric Burdon & The Animals

#### Nederlandse Top 40
| Hitnotering: 15-02-1969 t/m 12-04-1969 | Hitnotering: 15-02-1969 t/m 12-04-1969 | Hitnotering: 15-02-1969 t/m 12-04-1969 | Hitnotering: 15-02-1969 t/m 12-04-1969 | Hitnotering: 15-02-1969 t/m 12-04-1969 | Hitnotering: 15-02-1969 t/m 12-04-1969 | Hitnotering: 15-02-1969 t/m 12-04-1969 | Hitnotering: 15-02-1969 t/m 12-04-1969 | Hitnotering: 15-02-1969 t/m 12-04-1969 | Hitnotering: 15-02-1969 t/m 12-04-1969 | Hitnotering: 15-02-1969 t/m 12-04-1969 |
| Week                                   | 1                                      | 2                                      | 3                                      | 4                                      | 5                                      | 6                                      | 7                                      | 8                                      | 9                                      |                                        |
| -------------------------------------- | -------------------------------------- | -------------------------------------- | -------------------------------------- | -------------------------------------- | -------------------------------------- | -------------------------------------- | -------------------------------------- | -------------------------------------- | -------------------------------------- | -------------------------------------- |
| Nummer                                 | 31                                     | 10                                     | 5                                      | 4                                      | 4                                      | 7                                      | 15                                     | 26                                     | 28                                     | uit                                    |

#### Parool Top 20
| Hitnotering: 15-02-1969 t/m 29-03-1969 | Hitnotering: 15-02-1969 t/m 29-03-1969 | Hitnotering: 15-02-1969 t/m 29-03-1969 | Hitnotering: 15-02-1969 t/m 29-03-1969 | Hitnotering: 15-02-1969 t/m 29-03-1969 | Hitnotering: 15-02-1969 t/m 29-03-1969 | Hitnotering: 15-02-1969 t/m 29-03-1969 | Hitnotering: 15-02-1969 t/m 29-03-1969 | Hitnotering: 15-02-1969 t/m 29-03-1969 |
| Week                                   | 1                                      | 2                                      | 3                                      | 4                                      | 5                                      | 6                                      | 7                                      |                                        |
| -------------------------------------- | -------------------------------------- | -------------------------------------- | -------------------------------------- | -------------------------------------- | -------------------------------------- | -------------------------------------- | -------------------------------------- | -------------------------------------- |
| Positie                                | 18                                     | 10                                     | 4                                      | 2                                      | 5                                      | 8                                      | 20                                     | uit                                    |

#### NPO Radio 2 Top 2000
| Nummer met noteringen in de NPO Radio 2 Top 2000 | '02  | '03  | '04  | '05  | '06  | '07  | '08  |
| ------------------------------------------------ | ---- | ---- | ---- | ---- | ---- | ---- | ---- |
| Ring of Fire (Eric Burdon & The Animals)         | 1666 | 1886 | 1512 | 1670 | 1898 | 1777 | 1744 |

1. ↑  Een vetgedrukt getal geeft de hoogste notering aan.
2. ↑  2002 was het eerste jaar met een notering voor dit nummer.
3. ↑  Deze tabel is bijgewerkt tot en met de laatste editie (2024).